# ماموت (کمیک)
ماموت (به انگلیسی: Mammoth) با نام اصلی باران فلیندرز، یک شخصیت خیالی ابرشرور در کتاب‌های کامیک آمریکایی منتشر شده توسط دی‌سی کامیکس است. این شخصیت توسط مارو وولفمن و جرج پرز خلق شده‌است؛ که برای اولین بار در شمارهٔ ۳ از تایتان‌های نوجوان جدید (ژانویه ۱۹۸۱) حضور پیدا کرد. او اغلب به عنوان دشمن تیم ابرقهرمانی تایتان‌های نوجوان به‌شمار می‌رود. ماموت یکی از اعضا و مؤسسین گروه ابرشرور پنج وحشتناک محسوب می‌شود و بسیار نسبت به خواهرش سلیندا (با نام مستعار شیمر) وفادار است.
ماموت از قدرت فیزیکی و استقامت خارق‌العاده‌ای برخوردار است، به ویژه زمانی که خشمگین می‌شود. او جنگجوی ماهری به‌شمار نمی‌رود و در ازای اتکا بر مهارت و راهکنش، به طور فزاینده‌ای از قدرت فیزیکی برای غلبه بر دشمنان  استفاده می‌کند. او از لحاظ فکری معلول است و دارای اختلالات هیجانی و رفتاری می‌باشد.